# Shelby D. Hunt
Shelby D. Hunt (East Prairie, Misuri, 5 de julio de 1939 – Lubbock, Texas, 12 de julio de 2022) fue un teórico organizacional estadounidense y profesor de marketing en la Universidad Tecnológica de Texas.

## Biografía
Hunt originalmente estudió ingeniería mecánica en la Universidad de Ohio y obtuvo una licenciatura en Ciencias en 1962. Recibió su doctorado en la Universidad Estatal de Míchigan en 1968. En 1969, después de haber trabajado como representante técnico de ventas para Hercules Plastics Inc., comenzó su carrera académica en la Universidad de Wisconsin-Madison. De 1974 a 1980 dirigió el departamento de marketing en dicha institución, y más tarde aceptó un puesto académico en la escuela de posgrado de la Universidad Tecnológica de Texas. De 1984 a 1987 fue editor del Journal of Marketing.
Hunt fue autor de decenas de libros y más de 150 artículos. Es considerado uno de los 250 autores más citados en economía.